# 劇場版 HUNTER×HUNTER -The LAST MISSION-
『劇場版 HUNTER×HUNTER -The LAST MISSION-』（げきじょうばん ハンターハンター -ザ・ラストミッション-）は、2013年12月27日に全国東宝系にて公開された日本のアニメーション映画。
日本テレビ放送網開局60周年記念作品。週刊少年ジャンプ創刊45周年記念作品。
キャッチコピーは「全ハンターよ、真実《闇》と闘え―」、「今、蘇る悪夢。それはハンター協会の闇の歴史」、「数十年前のあの日、全ての悲劇が始まった… 浮かび上がるハンター協会の闇の歴史―そして、ネテロの隠された過去　ハンター VS ハンターの死闘が今、始まる!!!」

## 概要
アニメシリーズの時系列に照らし合わせるならば、「キメラアント編の導入部分から抜け出した話」との事。
全国259スクリーンで、2013年12月27日に公開され、2013年12月28、29日の土日2日間で映画観客動員ランキング（興行通信社調べ）初登場第3位、観客動員13万993人、興収1億5,803万1,050円、公開3週目の時点でランキング9位、累計動員は60万9,106人、累計興収は7億2,299万9,750円を記録した。
本作では、フジテレビ版『HUNTER×HUNTER』（旧作）にも参加していた脚本の岸間信明、絵コンテ・演出の嵯峨敏 らが名を連ねている。
前作『劇場版 HUNTER×HUNTER 緋色の幻影』の関連事項として、ゲストの天野ひろゆきはDVD・Blu-rayオーディオコメンタリーにゲスト参加、山本美月、前島亜美 が劇場での視聴を述べている。また前作に引き続き、劇場への来場者先着50万人に、書家武田双雲が書いた「ハンター十ヶ条」が書かれた手ぬぐいを配布するイベントが行われた。なお、この「ハンター十ヶ条」の条文自体は、既に原作『HUNTER×HUNTER』No.331「X日（デー）」に全文が掲載されている。
2014年7月23日、DVD/Blu-rayが発売。オリコン最高位第13位（DVD）、TSUTAYA集計によるレンタルDVD・Blu-rayランキングで初登場第11位。志村理佳はフライングゲットしたBlu-ray版を作品への思いと共に2014年7月20日付のブログにて披露した。以降、『劇場版 HUNTER×HUNTER 緋色の幻影』と共に製作元の一つでもある日本テレビ系列の放送局より地上波ならびに衛星通信で配信されている。
ネテロ役を演じた永井一郎は映画公開から翌年1月27日に死去したため、劇場アニメ遺作となった。

### 企画
コラボ企画としてピザーラの商品購入者対象の抽選イベントのコラボキャンペーンが行われた。またピザーラが潘めぐみの友人の両親が立ち上げた会社であることも明かされた。他、ガンホー・オンライン・エンターテイメントのパズルゲーム『パズル&ドラゴンズ』に2013年12月23日から2014年1月5日までの間、HUNTER×HUNTERの一部登場人物がコラボガチャに登場した。ガチャで得られるキャラクターにはゴンやキルアの他に本作の重要人物であるネテロやジェドも含まれている。タレントの中川翔子はキルア欲しさにゲーム中のアイテムである魔法石を340個購入した、声優の竹達彩奈はキルアを3回目で当てたとツイートした。

## ストーリー
天空闘技場で開催されるフロアマスターによる戦い「バトルオリンピア」。その大会にズシが参加することでウイングに招待されたゴンとキルアは、ゲスト来場していたネテロ会長と再会を果たす。しかし大会開催直前、謎の秘密組織「影（かげ）」に天空闘技場を占拠され、不意をつかれたネテロ会長は「怨」によって念を封じられてしまう。
会長の救出に向かうゴンとキルアだが、「影」のメンバーや彼らによって怨能力を与えられたフロアマスターたちが立ち塞がる。果たしてゴンたちは「影」を打ち破り、ネテロ会長を救出できるのか。そして、「影」を率いる隊長・ジェドとネテロ会長との因縁とは…。

## 登場人物

### 主要人物
ゴン＝フリークス
声 - 潘めぐみ
本作の主人公。
キルア=ゾルディック
声 - 伊瀬茉莉也
ズシが参加する「バトルオリンピア」を観戦するため天空闘技場に訪れる。
クラピカ
声 - 沢城みゆき
ネオン=ノストラードの護衛として天空闘技場に来ていた。
レオリオ
声 - 藤原啓治
ウイングに頼まれズシのメディカルトレーナーとして天空闘技場に来る途中、「影」に襲われる。
ヒソカ
声 - 浪川大輔

### 主要人物の関係者
ネテロ
声 - 永井一郎
「バトルオリンピア」のゲストとして来場。
ウイング
声 - 関俊彦
ゴン・キルアを「バトルオリンピア」へ観戦招待する。
ビスケット＝クルーガー
声 - 横山智佐
同じくウイングに招待される。ゴン・キルアとはGI以来の再会。
ズシ
声 - 寺崎裕香
天空闘技場の格闘大会「バトルオリンピア」に参加。
マーメン・ビーンズ
声 - 会一太郎
天空闘技場占拠に伴うハンター協会への各方面からの対応に追われる。
ネオン＝ノストラード
声 - 植田佳奈
「バトルオリンピア」を観戦しにくる。
センリツ
声 - 冨永みーな
ネオン=ノストラードの護衛。
リンセン
声 - 浜添伸也
ネオン=ノストラードの護衛。
ミルキ=ゾルディック
声 - 斉藤貴美子
「バトルオリンピア」の中継をネットで見ていた。
コッコ
声 - 三石琴乃
天空闘技場の実況アナウンサー。
パリストン=ヒル
ハンター協会副会長。ハンター協会の一大事にも全く関与しない。

### その他の人物
ジェド
声 - 中村獅童
かつてネテロと共にハンター協会を支えていた伝説のハンターで、当時存在していた裏組織『影（かげ）』の隊長。ネテロによって組織を葬られ、自身も粛清されたが、彼に対する深い復讐心と修羅たちの尽力により蘇る。その後は施設に収監された『影』の末裔たちを解放し、『影』を再結成した。戦闘時は怨を巨大な鬼女の形に具現化し、強力な攻撃を行う。鬼女の名は『羅刹（らせつ）』である。
修羅（しゅら）
声 - 天野ひろゆき
『影』の参謀で、ジェドの右腕。怨によって機械をハッキングしたり、他者の姿と能力を忠実にコピーした分身・「シェイプシフター」を作り出す能力を持つ。クラピカ・レオリオと対決。
煉獄（れんごく）
声 - 山本美月
『影』唯一の女性戦士で、最凶の能力者。それなりの強さを持っているが、同時にどういう理由か、儚さも持っている。オーラを伸ばして敵を捕らえ、念を封じることが可能。さらに、本人の死によってその威力はより強大になる。
餓鬼（がき）
声 - 大友龍三郎
ジェドの部下。大男で怪力の持ち主。愚直かつ好戦的で、強者との戦いを渇望する。戦闘時は『影』特有の武術を駆使し、青白い火の玉を生成して相手を攻撃する。「バトルオリンピア」にてズシと対戦するはずだったカンジルと変わってステージに現れ、ズシを一蹴する。その後、ゴン・キルアと死闘を繰り広げる。
ガルシア
声 - 二又一成
天空闘技場 「バトルオリンピア」を観戦していたハンター協会の要人。『影』のメンバーを輩出していた部族・イムニ族の生き残りの集落から住民を連れ去り、抵抗する者は部下に殺害させていた。その結果、煉獄に殺害される。
ガマ
声 - 鈴木琢磨
天空闘技場 「バトルオリンピア」参加者。ズシ以外の参加者たちと共に『影』のメンバーに怨能力を与えられ、ゴンたちと激突する。
カンジル
声 - 中村大樹
天空闘技場 「バトルオリンピア」参加者。『影』に与えられた舌を何又にも分割させて伸縮する怨能力を駆使し、ゴン・キルアを苦しめる。
フロアマスター
声 - 松山鷹志

## スタッフ
- 原作 - POT (冨樫義博)「HUNTER×HUNTER」（集英社「ジャンプコミックスシリーズ」刊）
- 監督・絵コンテ - 川口敬一郎
- 脚本 - 岸間信明
- 音楽 - 平野義久
- 製作 - 城朋子、茨木政彦、柏木登、市川南、岡田浩行、藤門浩之、髙橋誠
- エグゼティブプロデューサー - 奥田誠治
- プロデュース - 中谷敏夫
- プロデューサー - 北島直明
- アニメーションプロデューサー - 福士裕一郎
- メインキャラクターデザイン - 吉松孝博
- 絵コンテ - 青木弘安、中野英明、吉原達矢、嵯峨敏、寺岡巌、佐藤雄三
- 演出 - 中野英明、中津環、吉原達矢、嵯峨敏
- 総作画監督 - 筱雅律
- 作画監督 - 遠藤正明、菅野利之、梅原隆弘 他
- 原画 - 兼森義則、菅野利之、高田晴仁、梅原隆弘、佐藤利幸 他
- 第2原画 - DR MOVIE、スタジオ・ライブ、テレコム・アニメーションフィルム、アニタス神戸、Triple A、遊歩堂、ウォンバット 他
- 動画 - マッドハウス、スタジオたくらんけ、スノードロップ、DR MOVIE 他
- 背景 - アトリエ・ブーカ、アトリエ・ムサ 他
- 美術監督 - 金子英俊、池田繁美
- 色彩設計 - 古市裕一
- 録音 - はたしょう二
- 音響監督 - 山田知明
- アニメーション制作 - マッドハウス
- 製作 - ハンター協会2013（日本テレビ放送網、集英社、バップ、東宝、マッドハウス、KDDI、日本テレビ系全国28社）
- 製作幹事 - 日本テレビ放送網
- 企画協力 - 齊藤優（「週刊少年ジャンプ」編集部）
- 配給 - 東宝

## 主題歌
「表裏一体」
作詞・作曲 - 北川悠仁・岩沢厚治・前山田健一、編曲 - 前山田健一・ゆず、ストリングス編曲 - 門脇大輔、歌 - ゆず、レーベル - セーニャ・アンド・カンパニー
完全限定生産の「HUNTER×HUNTER Ver.」、通常生産の「ゆず Ver.」がある。「HUNTER×HUNTER Ver.」4曲目の「約束の唄」には前作『劇場版 HUNTER×HUNTER 緋色の幻影』に出演したクロロ（宮野真守）が参加、「HUNTER×HUNTER Ver.」ジャケットイラストにもヒソカを片側としてクロロが対になるように描かれている。

## 小説版
- 『劇場版 HUNTER×HUNTER -The LAST MISSION-』2013年12月27日発売、田中創、集英社、ISBN 978-4-08-703306-9

JUMP j-BOOKSレーベルより発売。表紙絵、裏表ピンナップは本作で総作画監督をつとめた筱雅律が担当した。